# Anochetus brevidentatus
Anochetus brevidentatus é uma espécie de formiga do gênero Anochetus, pertencente à subfamília Ponerinae.